# Bimeria corynopsis
Bimeria corynopsis is een hydroïdpoliepensoort uit de familie van de Bougainvilliidae. De wetenschappelijke naam van de soort is voor het eerst geldig gepubliceerd in 1910 door Vanhöffen.